# Loges
Els loges o luges  (en llatí: logi o lugi, en grec antic Λόγοι o Λοῦγοι) eren un poble celta de Britànnia esmentat per Claudi Ptolemeu, que vivien al sud dels smertes (smertae) i a l'oest del cornovis (cornovii) i ocuparien una part de Dornoch, Cromarty (Cromartyshire), i els Murray Firths.